# 川崎市地域文化財
川崎市地域文化財（かわさきしちいきぶんかざい）は、神奈川県川崎市が2017年（平成29年）12月1日に施行した「川崎市地域文化財顕彰制度要綱」に基づき、同市教育委員会教育長が決定する文化財、およびその文化遺産保護制度。

## 概要
川崎市地域文化財は、市内にある文化財のうち、文化財保護法や神奈川県文化財保護条例、川崎市文化財保護条例に基づいて既に指定や登録・選択・選定・認定等を受けているもの以外を対象とし、市民や地域に根ざして継承されてきたものを顕彰・記録することで、地域を守り育むまちづくりに寄与することを目的として創設された（同要綱第1条）。
同要綱第2条にて「有形文化財」・「無形文化財」・「無形民俗文化財」・「有形民俗文化財」・「記念物（遺跡関係、名勝地関係、動植物および地質鉱物等関係）」・「文化的景観」・「伝統的建造物群」・「文化財保存技術」が区分され、同要綱第3条に基づき市民団体や各区役所、同市文化財審議会委員から推薦された文化財について教育委員会が選考し、同要綱第4条に基づき教育長が決定する。

## 沿革
2018年（平成30年）に第1回の募集が行われ、同年11月27日に「大戸神社社殿」や「橘樹神社社殿」（いずれも有形文化財）、「若宮八幡宮の神楽」（無形民俗文化財）、「伝十郎桃」（記念物）など63件が決定した。
2019年（平成31年）4月1日から第2回募集が開始された。11月、第2回川崎市地域文化財68件を決定。
2020年（令和2年）4月1日から第3回募集が開始された。
2020年（令和2年）8月18日、川崎市地域文化財紹介webページ開設。12月第3回川崎市地域文化財28件を決定。